# ユリウス・シュノル・フォン・カロルスフェルト
ユリウス・シュノル・フォン・カロルスフェルト（Julius Schnorr von Carolsfeld、1794年3月26日 - 1872年5月24日）はドイツの画家である。19世紀初頭にキリスト教美術の再興を試みた「ナザレ派」の画家の一人である。

## 略歴
ライプツィヒで生まれた。曽祖父のファイト・シュノル(Veit Hans Schnorr von Carolsfeld:1644–1715)が金属加工の分野で功績をあげて爵位を得た家系で, 父親のファイト・シュノル(Veit Hanns Schnorr von Carolsfeld:1764-1841)は画家で、2人の兄、ルートヴィヒ・フェルディナンド・シュノル(Ludwig Ferdinand Schnorr von Carolsfeld:1788-1853)とエドゥアルト・シュノル(Eduard Schnorr von Carolsfeld:1790-1819)も画家であった。父親から、美術教育を受けた後、1811年にウィーン美術アカデミーに入学した。後にシュノルが加わる「ナザレ派」の初期メンバーのヨハン・フリードリヒ・オーファーベックやフランツ・プフォルは、1810年に美術アカデミーの教育に反抗して、アカデミーを去ってローマに移っていた。ウィーンでは、後にナザレ派に加わるフェルディナント・オリヴィエ(1785–1841) と親しくなった。1817年に「ナザレ派」（聖ルカ兄弟団）のメンバーとなり、オリヴィエとオリヴィエの弟、フリードリヒ・オリヴィエとザルツブルクの近くで風景画を描く旅をして、ナザレ派が活動していたローマに至り、ローマには数年滞在した。
1825年にはドイツに帰国した。1827年にバイエルン王ルートヴィヒ1世によってミュンヘン美術院の教授に任じられた。同じ年、フェルディナント・オリヴィエの義理の娘、Marie Hellerと結婚した。子供にオペラ歌手のルートヴヒ（Ludwig Schnorr von Carolsfeld）や王立バイエルン邦有鉄道のディレクターとなったカール・シュノル(Karl Schnorr von Carolsfeld:1830-1895)がいる。
1842年にプール・ル・メリット勲章を受勲した。1846年にドレスデンの美術学校の教授となった。

## 作品

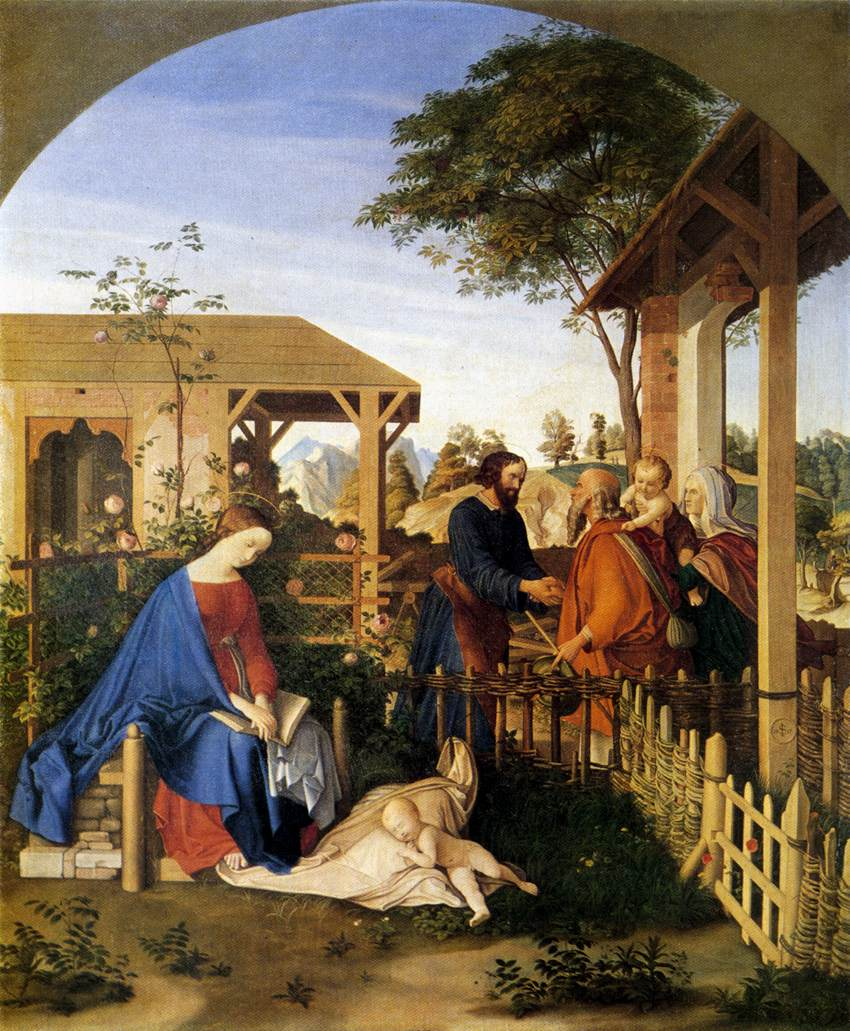
The Family of St John the Baptist Visiting the Family of Christ(1817)
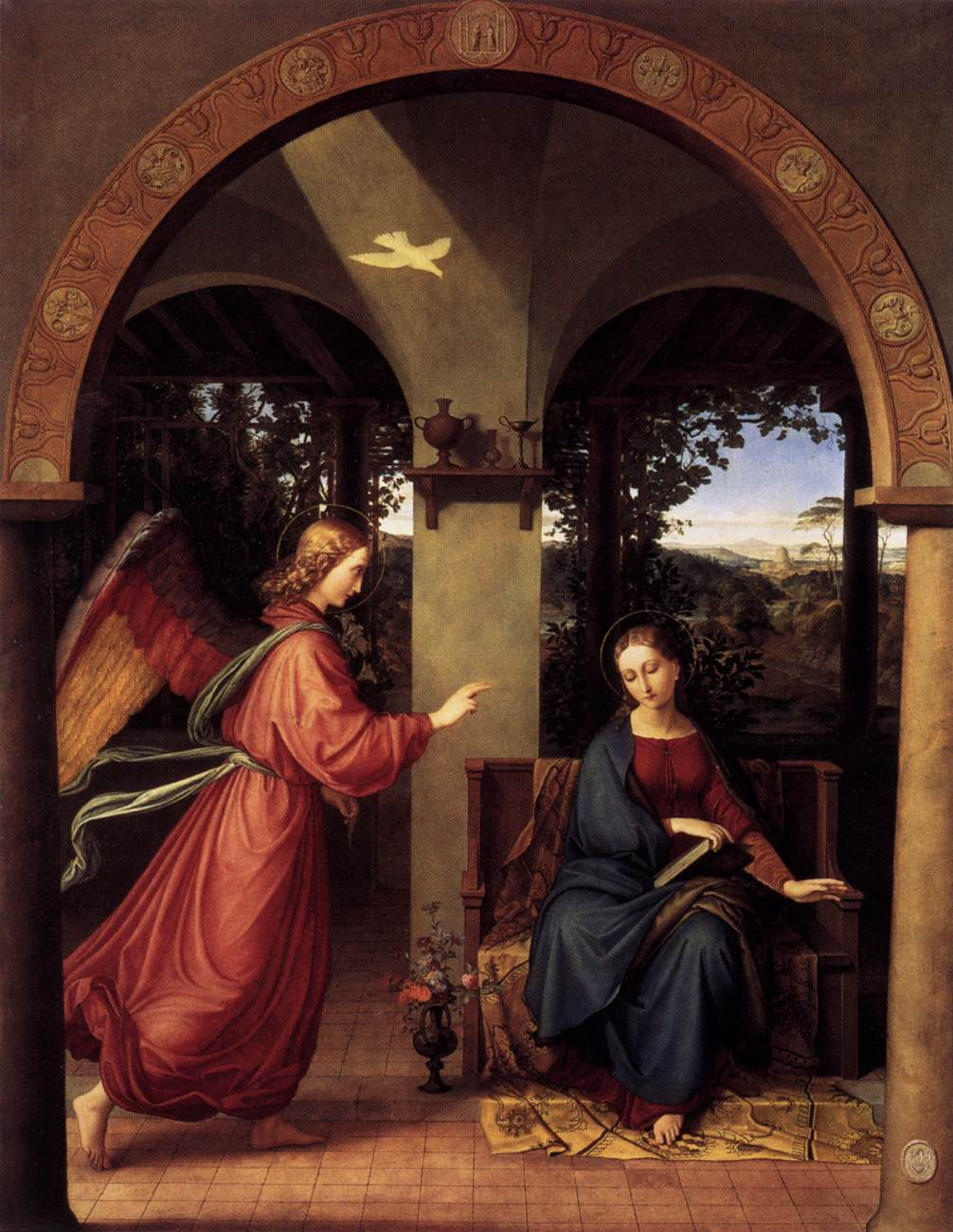
Annunciation(1818)
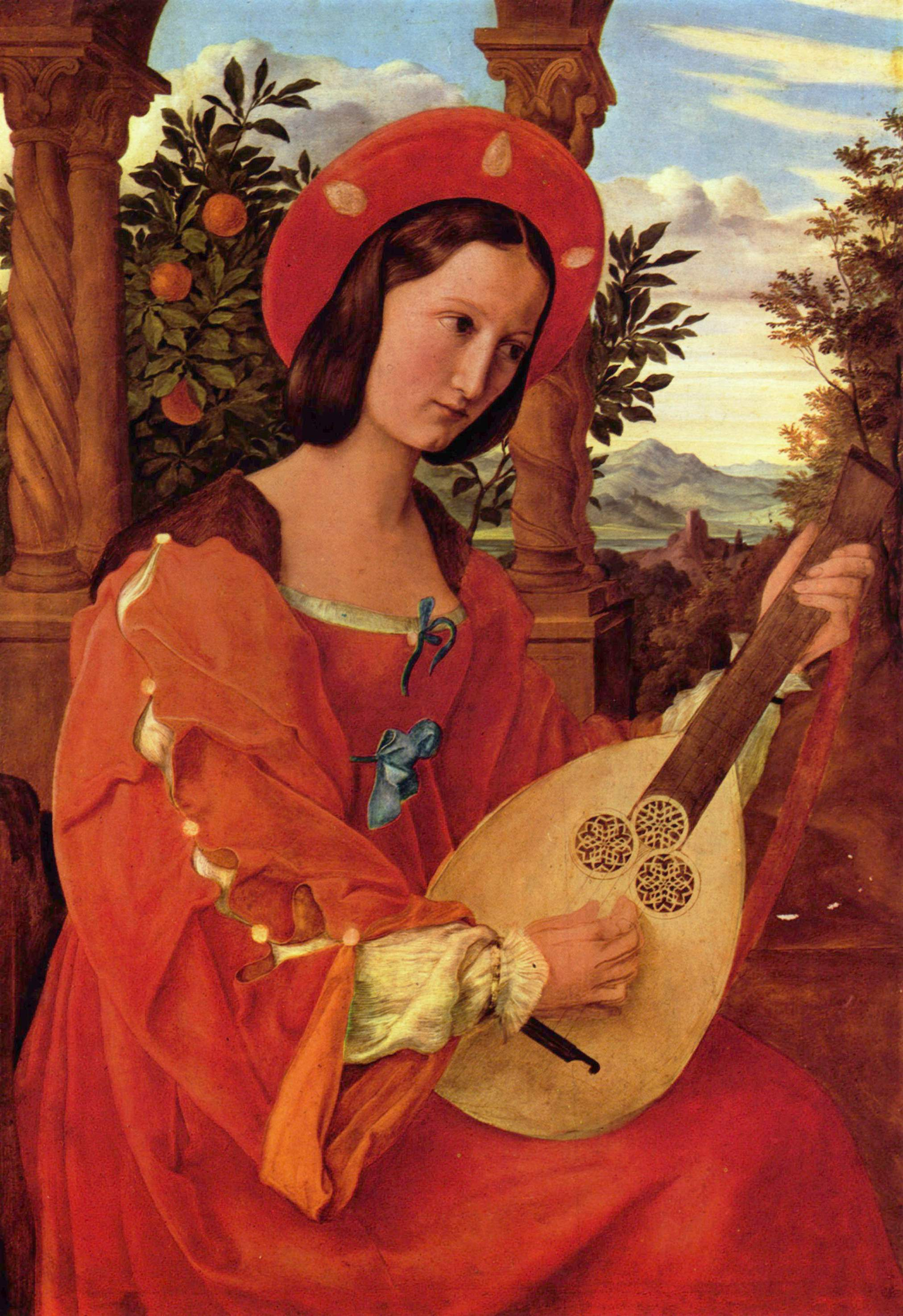
Portrait of Mrs Klara Bianka of Quandt with lute(1820)
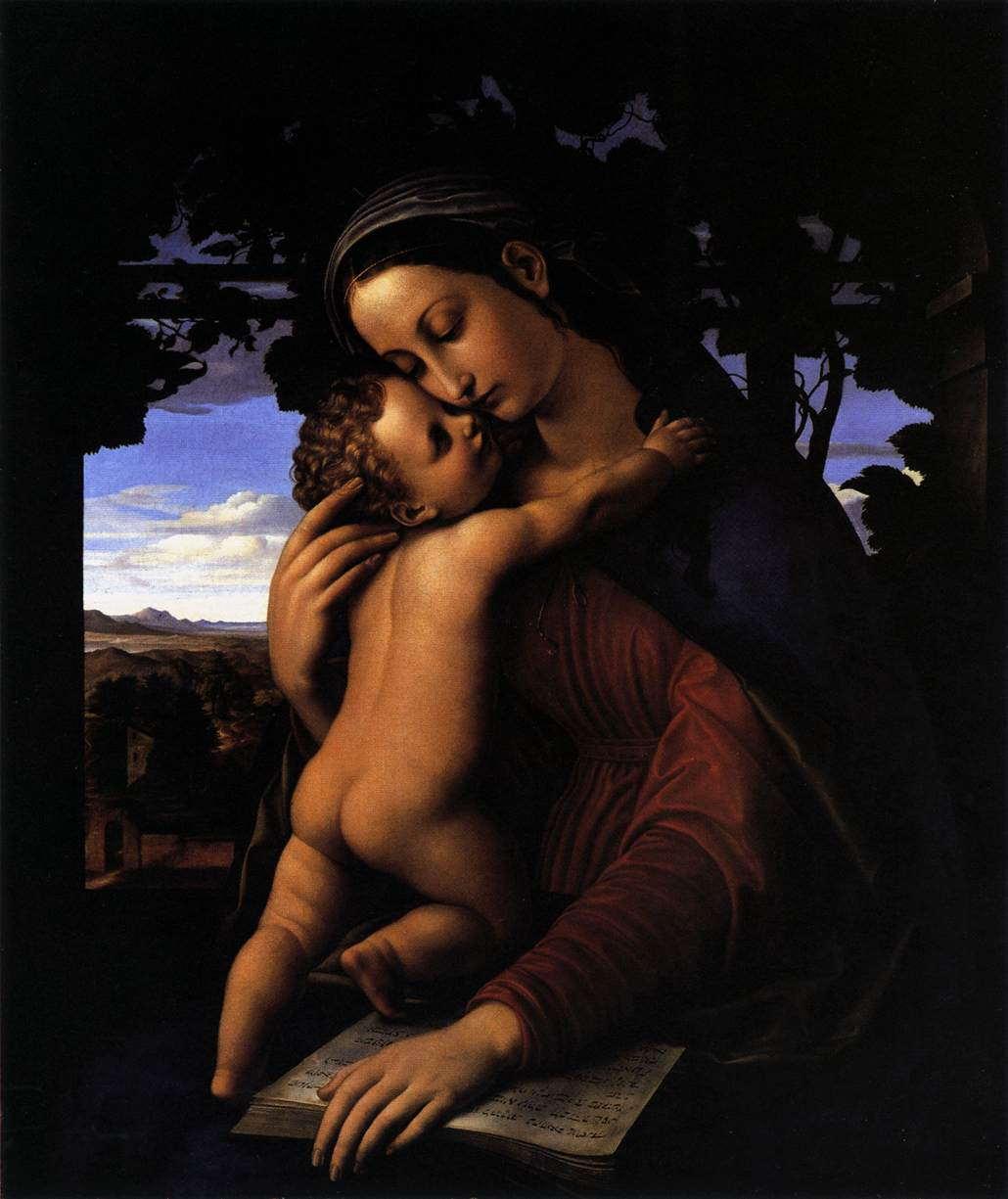
Madonna and Child(1820)
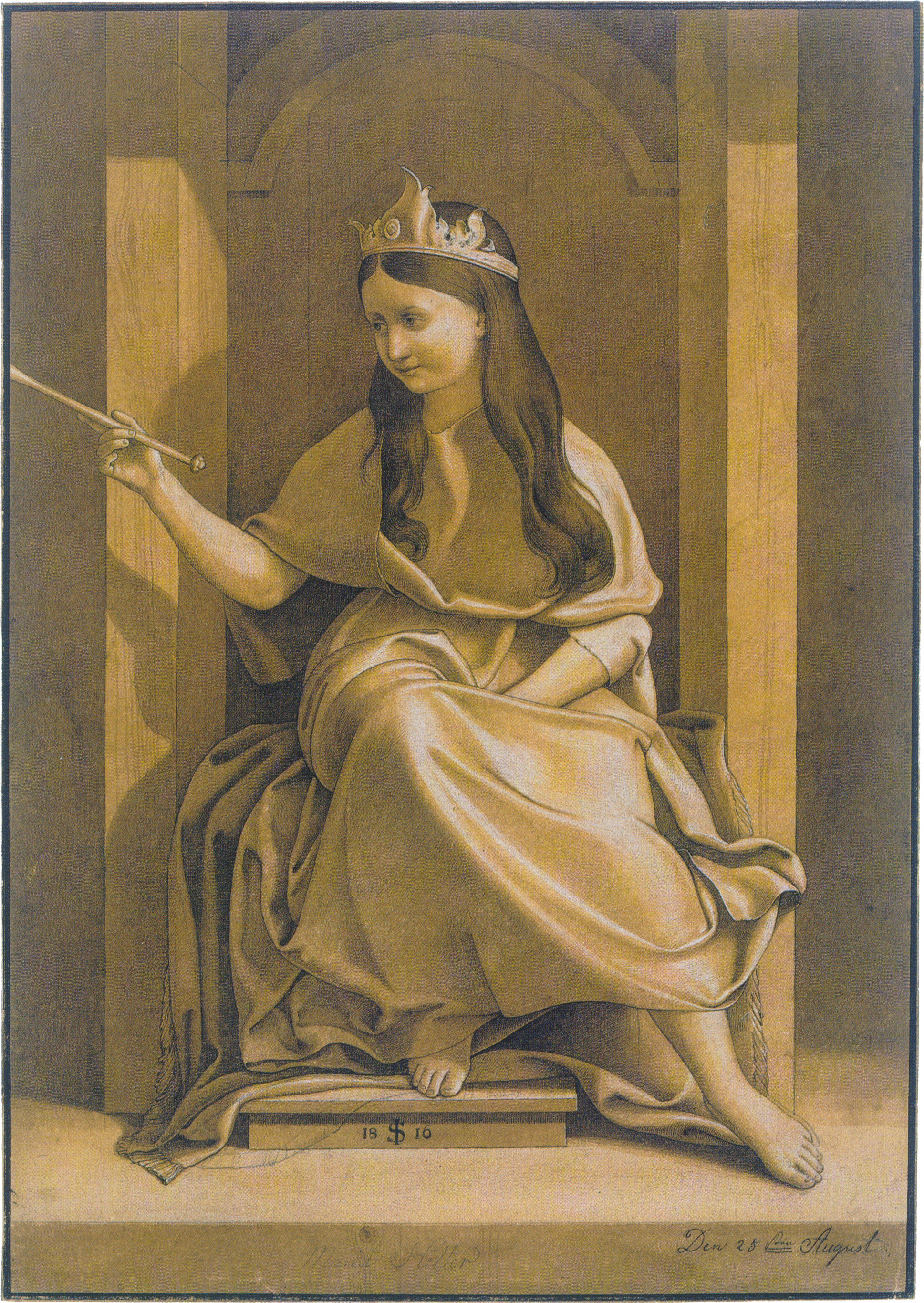
Maria Heller als König Salomo (1816)
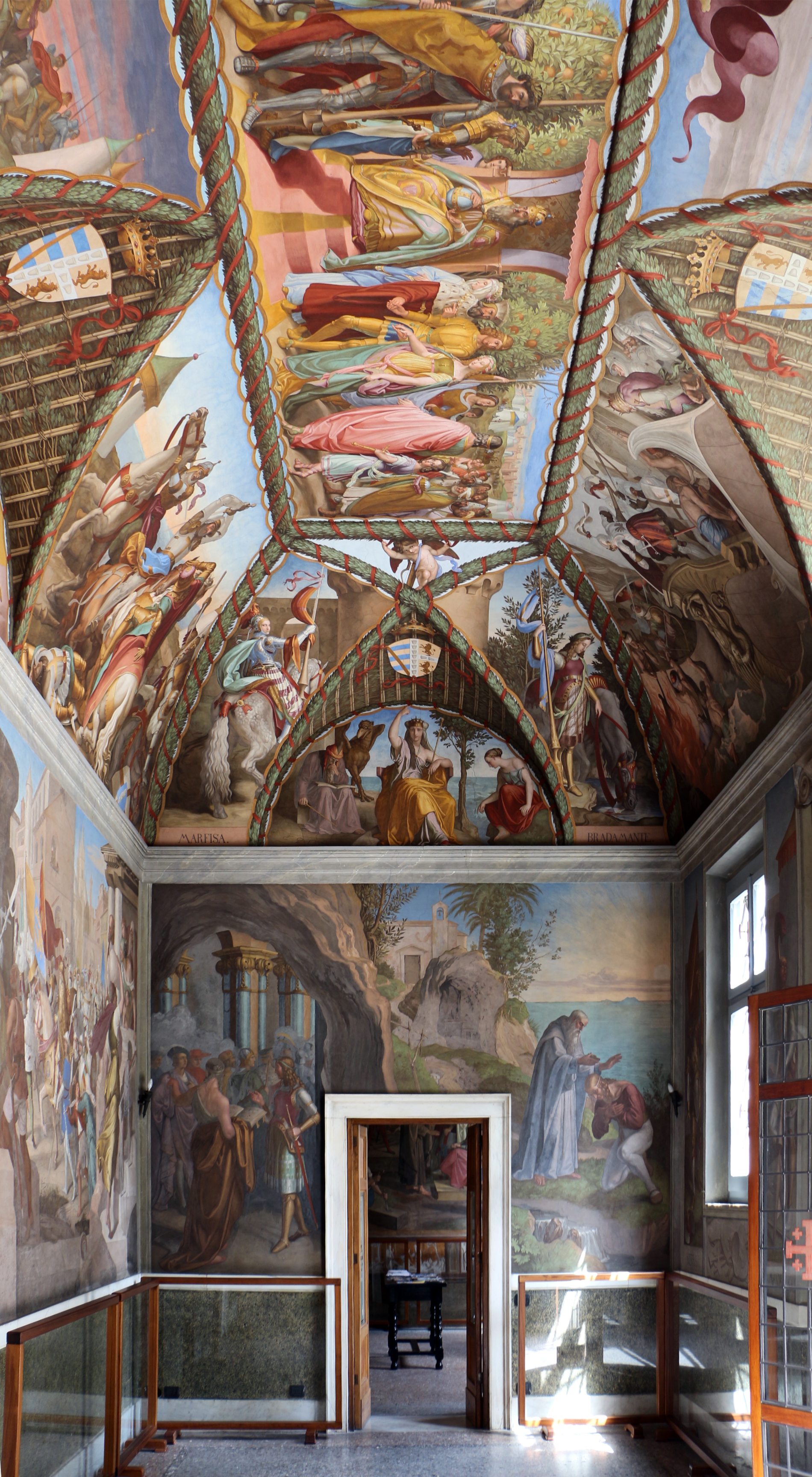
壁画
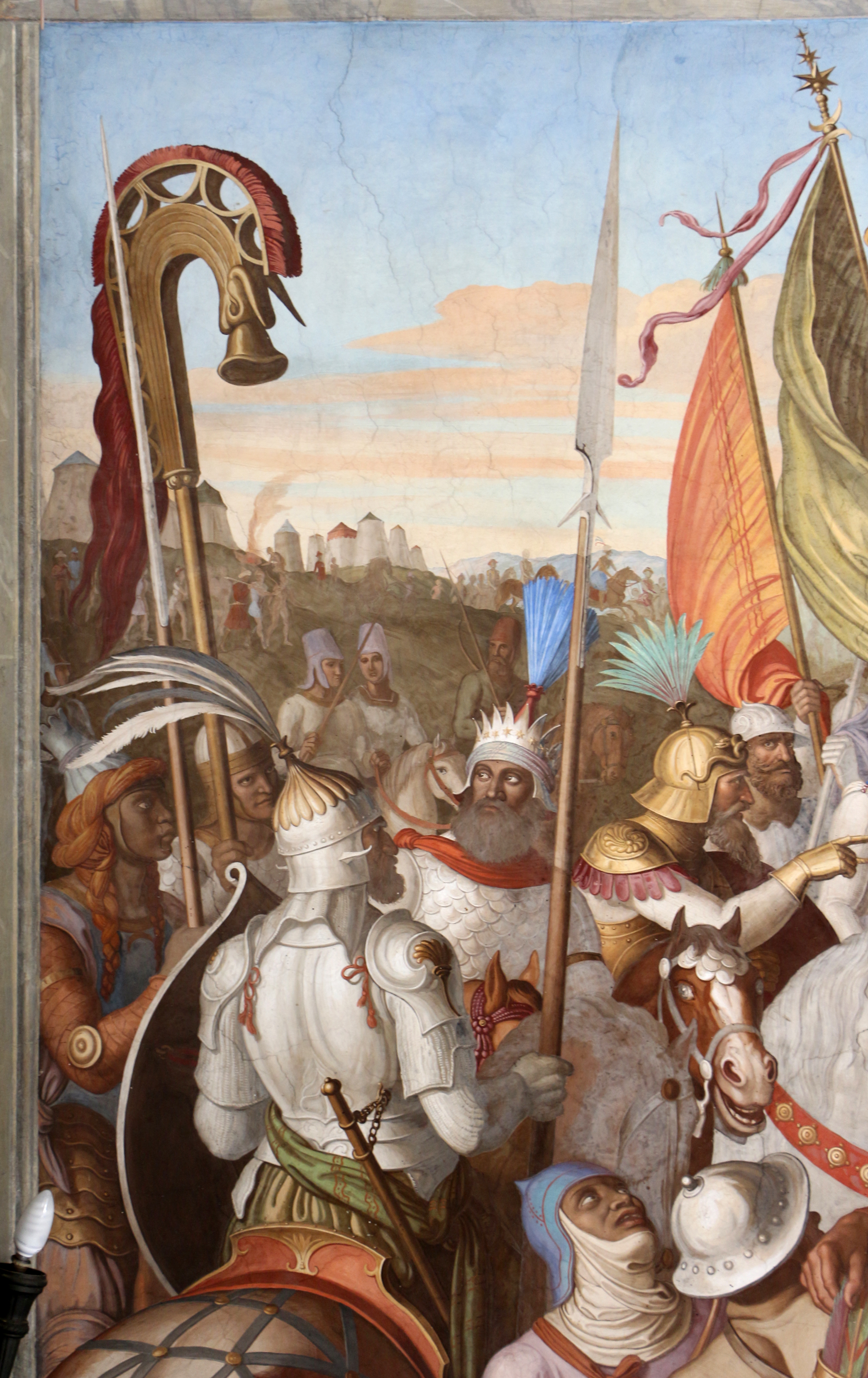
壁画